# Чемпионат Африки по дзюдо 1996
Чемпионат Африки по дзюдо 1996 года прошёл 16-19 мая в ЮАР.

## Медалисты

### Мужчины
| Весовая категория    | Золото                      | Серебро                     | Бронза                                                |
| -------------------- | --------------------------- | --------------------------- | ----------------------------------------------------- |
| -60 кг               | Макрем Айед · Тунис         | Абделькарим Руйбет · Алжир  | Абделуахед Идриси · Марокко Родриго Оссандза · Заир   |
| -65 кг               | Абдулкарим Сек · Сенегал    | Дункан Маккиннон · ЮАР      | Кловис Тано Ака · Кот-д’Ивуар Амар Мериджа · Алжир    |
| -71 кг               | Абдельхаким Харкат · Алжир  | Давид Куасси · Кот-д’Ивуар  | Абделатиф Зауия · Марокко Грант Спейрс · ЮАР          |
| -78 кг               | Адил Балгайд · Марокко      | Эль-Сайед Абумедан · Египет | Жан-Жак Ракотомалала · Мадагаскар Лофти Исауи · Тунис |
| -86 кг               | Ясин Силими · Алжир         | Искандер Хачича · Тунис     | Мусса Салл · Сенегал Жан-Клод Рафаэль · Маврикий      |
| -95 кг               | Базель Эль-Гарбави · Египет | Юрген Бенс · ЮАР            | Антонио Фелисите · Маврикий Хасан Айт Себах · Марокко |
| +95 кг               | Камель Ларби · Алжир        | Халифа Диуф · Сенегал       | Слим Агреби · Тунис Ян Гвэстин · ЮАР                  |
| Абсолютная категория | Слим Агреби · Тунис         | Адил Белгайд · Марокко      | Базель Эль-Гарбави · Египет Халифа Диуф · Сенегал     |

### Женщины
| Весовая категория    | Золото                         | Серебро                      | Бронза                                                    |
| -------------------- | ------------------------------ | ---------------------------- | --------------------------------------------------------- |
| -48 кг               | Салима Суакри · Алжир          | Долли Муту · Маврикий        | Таня д'Агвиар · ЮАР Солейл Расоафаниру · Мадагаскар       |
| -52 кг               | Линда Мекзин · Алжир           | Даленда Хамди · Тунис        | Лиэзл Даунинг · ЮАР Найна Раваоарисоа · Мадагаскар        |
| -56 кг               | Рауда Чаари · Тунис            | Глориус Гвиллауме · Маврикий | Муния Ислан · Марокко Домойна Рабинтоандро · Мадагаскар   |
| -61 кг               | Мауа Этуми · Марокко           | Хенриетта Моллер · ЮАР       | Хайер Тбеси · Тунис Присцилла Чери · Маврикий             |
| -66 кг               | Лия Блаво · Кот-д’Ивуар        | Несрия Траки · Тунис         | Салли Бактон · ЮАР Фатима Эль-Мафтах · Марокко            |
| -72 кг               | Лоринда Бенс · ЮАР             | Нура Хасан · Египет          | Ркиа Ами · Марокко Мари Мишель Луис · Маврикий            |
| +72 кг               | Маргарита Гуа Лу · Кот-д’Ивуар | Хеба Хефни · Египет          | Аджа Марьям Диоп · Сенегал Соня Горбел · Тунис            |
| Абсолютная категория | Соня Горбел · Тунис            | Хеба Хефни · Египет          | Аджа Марьям Диоп · Сенегал Маргарита Гуа Лу · Кот-д’Ивуар |

### Медальный зачёт
*   Принимающая страна (ЮАР)
| Место           | Страна          | Золото | Серебро | Бронза | Всего |
| --------------- | --------------- | ------ | ------- | ------ | ----- |
| 1               | Алжир           | 5      | 1       | 1      | 7     |
| 2               | Тунис           | 4      | 3       | 4      | 11    |
| 3               | Марокко         | 2      | 1       | 6      | 9     |
| 4               | Кот-д’Ивуар     | 2      | 1       | 2      | 5     |
| 5               | Египет          | 1      | 4       | 1      | 6     |
| 6               | ЮАР*            | 1      | 3       | 5      | 9     |
| 7               | Сенегал         | 1      | 1       | 4      | 6     |
| 8               | Маврикий        | 0      | 2       | 4      | 6     |
| 9               | Мадагаскар      | 0      | 0       | 4      | 4     |
| 10              | Заир            | 0      | 0       | 1      | 1     |
| Всего стран: 10 | Всего стран: 10 | 16     | 16      | 32     | 64    |